# Quirino Gasparini
Quirino Gasparini (Gandino (prop de Bèrgam), 24 d'octubre, 1721 - Torí (Piemont), 23 de setembre, 1778), va ser un compositor i violoncel·lista italià.

## Biografia
Quirino Gasparini va estudiar teologia per primer cop i va ser ordenat sacerdot el 18 de setembre de 1741 a Bèrgam. Tanmateix, aleshores va decidir dedicar la seva vida a la música i va estudiar amb Giovanni Andrea Fioroni (1716–1778) a Milà i amb el pare Giovanni Battista Martini a Bolonya. El 1751 va ser acceptat com a membre de l'Accademia Filarmonica de Bolonya. El 1756 va esdevenir director de banda a "Santa Maria Maggiore" de Bèrgam durant un any. El 1758 va ser violoncel·lista del comte D'Anziano di Vercelli. El 1760 va succeir a Francesco Michele Montalto (1689–1760) com a director de banda a la catedral de Torí.
Gasparini va compondre principalment música d'església, inclòs un Stabat Mater, que es representa ocasionalment. També va compondre diverses òperes, entre elles Mitridate, re di Ponto (Torí, 1767) sobre llibret de Vittorio Amedeo Cigna-Santi. Aquest llibret va ser musicat tres anys després per Mozart, de 14 anys, per al Carnaval de Milà (Mitridate, re di Ponto).
Mozart va copiar el motet Adoramus te de Gasparini, a qui va conèixer a Torí el 1771. Va ser inclòs al directori Köchel sota KV 327 Anh A. 10. L'obra només va poder ser assignada a Gasparini el 1922 pel director musical de la catedral de Salzburg Hermann Spies.

## Obres (selecció)
- Artaserse, drama per música; Llibret: Pietro Metastasio; estrena 26. Desembre de 1756 al Teatre Regio Ducale de Milà[3]
- Mitridate re di Ponto, drama per a música; Llibret: Vittorio Amedeo Cigna-Santi; UA: 31. gener de 1767 al Teatro Regio di Torino[4]
- Acció teatral intermèdia de danses en dues parts (juntament amb Giuseppe Sordella); UA: 13. Juny 1769 a Torí
- 17 Messen
- Stabat Mater
- altres obres de l'església
- 6 trios acadèmics per a 2 violins i violoncel, op. 1 (um 1755)
- 6 trios per a 2 violins i violoncel (um 1760)
- Concert per a violí
- Concert per a clavecí o orgue i cordes
- Sonates per a orgue